# شعله عشق من
شعلهٔ عشق من (به ژاپنی: わが恋は燃えぬ Waga Koi wa Moenu) فیلمی در ژانر رمانتیک و درام به کارگردانی کنجی میزوگوچی است که در سال ۱۹۵۰ منتشر شد. از بازیگران آن می‌توان به کینویو تاناکا اشاره کرد.